# Saab 201
Saab 201, egentligen flygplan 201 (förkortat fpl 201), var ett experimentflygplan för att testa utformningen av Saab 29:s pilvinge baserat på prototypen för Saab 91 Safir. Planet försågs med en nerskalad Tunnan-vinge och användas för olika tester en kortare period.
Numret 200 står för experimentflygplan medan 01 är ett löpnummer; jämför med flygplan 202 (Saab 202), flygplan 210 (Saab 210). Numret 300 står likaså för experimentrobot (jämför robot 330), 400 för experimentsvävare (jämför Saab 401(en)). Nummerserien 600 och 800 ska även stundom brukats för vissa arméprovplan (jämför spaningsplan 601 och flygplan 801).

## Historia
Inför tillverkningen av Saab 29 Tunnan visste man inte hur ett flygplan med pilvinge skulle uppträda i luften. För att samla erfarenhet föreslogs att förse ett enkelmotorigt propellerflygplan med en Tunnan-vinge i halv storlek för att agera experimentflygplan. Ursprungligen avsågs en J 20 (Reggiane Re.2000) för modifikation men denna idé lades snabbt åt sidan i förmån för prototypen till Saab 91 Safir. Detta experimentflygplan kom att betecknas flygplan 201 (fpl 201).
Ett av de viktigaste testen som utfördes med fpl 201 var att ta reda på hur inställningarna av vingklaffarna skulle fungera. Alla inställningar skedde på marken eftersom flygplanet saknade reglage för att ändra klaffläget väl i luften.
Testerna pågick några månader under 1947–1948. I september 1948 flög Saab 29 Tunnan för första gången. Efter testperioden med Saab 29:s vingar byggdes planet om för liknande test inför Saab 32 Lansen och ombetecknades flygplan 202 (Saab 202).